# Ali Shahbazi
Ali Shahbazi (en persa: علی شهبازی , Qom, 25 de febrero de 1937) es el excomandante en jefe del Ejército de la República Islámica de Irán.

## Carrera
Shahbazi fue designado por Akbar Hashemi Rafsanyani como jefe de personal del Estado Mayor Conjunto de las Fuerzas Armadas iraníes el 7 de mayo de 1988. Shahbazi fue el primer comandante en jefe del ejército iraní. Fue sucedido por el mayor general Mohammad Salimi cuando renunció a su cargo en mayo de 2000. Luego se convirtió en el jefe del Consejo de Confianza de la Universidad Nacional la Defensa y principal asesor militar del ayatolá Ali Jamenei.